# Sá da Bandeira (1862)
A Sá da Bandeira foi uma corveta da Marinha Portuguesa, lançada ao mar em Lisboa, a 30 de Janeiro de 1862.

## Características

### Gerais
Tinha 54,61 metros de comprimento, 10,61 metros de boca e 1,418 toneladas de deslocamento. Tinha 221 homens de guarnição em 1863.

### Armamento
Armava com 10 peças de artilharia, em 1873.

## Construção
A corveta começou a ser construída pelo Conde de Linhares, em Junho de 1859, a partir do modelo da corveta inglesa HMS Archer, tendo sido lançada ao mar a 30 Janeiro de 1862.

## Serviço
Em Agosto de 1862, a Sá da Bandeira largou para a East India Docks, para meter a máquina, chegando em Lisboa em Janeiro de 1863.
Em Março de 1879, largou de Luanda para Lisboa, e a corveta vinha atacada de salalé. Em Agosto de 1880, o Conde de Linhares foi encarregado de proceder ao saneamento do navio com o intuito de extinguir o salalé e evitar que se propagasse a outros navios. Desmontou-se a máquina e retiraram-se todos os metais aproveitáveis, para se proceder à destruição da corveta.

O casco da corveta foi aproveitado para uma experiência de torpedos, que ocorreu no dia 12 de Agosto de 1884. Assistiram às experiências, em Paço de Arcos, o Rei D. Luís I, o Príncipe D. Carlos e o Infante D. Augusto, com as suas comitivas.